# Capitoniscus australis
Capitoniscus australis är en kräftdjursart som beskrevs av M. Bourdon 1981. Capitoniscus australis ingår i släktet Capitoniscus, ordningen gråsuggor och tånglöss, klassen storkräftor, fylumet leddjur och riket djur. Inga underarter finns listade i Catalogue of Life.